# Červený trpaslík (seriál)
Červený trpaslík (v anglickém originále Red Dwarf) je britský sci-fi sitcom vysílaný od roku 1988 na stanici BBC2 a posléze od roku 2009 na stanici Dave. Děj seriálu, jenž se stal kultovním dílem, se odehrává ve vesmíru více než tři miliony let v budoucnosti na těžařské lodi Červený trpaslík.

## Příběh
Seriál vypráví o osudech Davea Listera, technika vesmírné těžařské lodi Červený trpaslík, který jako jediný z celé posádky přežil výbuch tepelného štítu plavidla, a to díky tomu, že byl za trest umístěn v časové stázi, zatímco radiace všechny ostatní zabila. Po jejím snížení na dostatečně nízkou úroveň, které trvalo tři miliony let, je ze stáze probuzen lodním počítačem Hollym. Společnost mu ve formě hologramu, který Holly vytvořil, dělá jeho nadřízený, technik Arnold Rimmer, a také Kocour, příslušník humanoidního druhu, jenž se v útrobách lodi vyvinul z kočky domácí. Později se členem posádky stane i android Kryton a Listerova bývalá přítelkyně a důstojnice Kristina Kochanská.
Červený trpaslík je kosmická loď z 23. století patřící Jupiterské důlní společnosti. Je dlouhá 6 mil (cca 10 km), vysoká 4 míle (cca 6,5 km) a široká 3 míle (cca 5 km), má tvar šestibokého hranolu a je natřená načerveno. Je poháněna vodíkem, který je získáván z vesmírných zdrojů, a může tak teoreticky plout vesmírem donekonečna. Uvnitř se nachází více než 2 500 podlaží. Loď představuje sama o sobě malé město, jsou zde nemocnice, bary, diskotéky, celnice i vězení. Při poslední misi byla její posádka tvořena více než 1 000 lidmi a 1 hologramem napájeným z centrální jednotky lodi. Loď je také vybavena menšími výsadkovými plavidly. Tato plavidla jsou buď typu Kosmik, anebo typu Modrý skrček, přičemž obou typů těchto plavidel jsou na lodi desítky.

## Obsazení
- Chris Barrie (český dabing: Kamil Halbich) jako Arnold Rimmer (1.–6., 8.–12. řada a speciál, jako host v 7. řadě)
- Craig Charles (český dabing: Martin Sobotka) jako Dave Lister
- Danny John-Jules (český dabing: Miroslav Vladyka) jako Kocour (v originále The Cat)
- Norman Lovett (český dabing: Miroslav Táborský) jako Holly (1., 2. a 8. řada, jako host v 7. a 12. řadě a ve speciálu)
- Hattie Hayridgeová (český dabing: Veronika Žilková) jako Holly (3.–5. řada)
- Robert Llewellyn (český dabing: Zdeněk Dušek) jako Kryton (3.–12. řada a speciál, ve 2. řadě hrál tuto postavu jako host David Ross)
- Chloë Annettová (český dabing: Monika Žáková) jako Kristina Kochanská (7. a 8. řada, jako host v 9. řadě; v 1., 2. a 6. řadě hrála tuto postavu jako host Clare Groganová)

## Vysílání
| Řada    | Díly | Premiéra ve VB     | Premiéra ve VB     | Premiéra v ČR      | Premiéra v ČR     | Stanice ve VB |
| Řada    | Díly | První díl          | Poslední díl       | První díl          | Poslední díl      | Stanice ve VB |
| ------- | ---- | ------------------ | ------------------ | ------------------ | ----------------- | ------------- |
| 1       | 6    | 15. února 1988     | 21. března 1988    | 8. ledna 1999      | 5. března 1999    | BBC2          |
| 2       | 6    | 6. září 1988       | 11. října 1988     | 12. března 1999    | 23. dubna 1999    | BBC2          |
| 3       | 6    | 14. listopadu 1989 | 19. prosince 1989  | 30. dubna 1999     | 4. června 1999    | BBC2          |
| 4       | 6    | 14. února 1991     | 21. března 1991    | 11. června 1999    | 16. července 1999 | BBC2          |
| 5       | 6    | 20. února 1992     | 26. března 1992    | 23. července 1999  | 3. září 1999      | BBC2          |
| 6       | 6    | 7. října 1993      | 11. listopadu 1993 | 10. září 1999      | 15. října 1999    | BBC2          |
| 7       | 8    | 17. ledna 1997     | 7. března 1997     | 22. října 1999     | 10. prosince 1999 | BBC2          |
| 8       | 8    | 18. února 1999     | 5. dubna 1999      | 17. prosince 1999  | 25. února 2000    | BBC2          |
| 9       | 3    | 10. dubna 2009     | 12. dubna 2009     | 29. listopadu 2010 | 13. prosince 2010 | Dave          |
| 10      | 6    | 4. října 2012      | 8. listopadu 2012  | 20. listopadu 2013 | 18. prosince 2013 | Dave          |
| 11      | 6    | 22. září 2016      | 27. října 2016     | 23. listopadu 2018 | 7. prosince 2018  | Dave          |
| 12      | 6    | 12. října 2017     | 16. listopadu 2017 | 15. května 2019    | 29. května 2019   | Dave          |
| speciál | 1    | 9. dubna 2020      | 9. dubna 2020      | 24. dubna 2022     | 24. dubna 2022    | Dave          |

## Produkce
Prvních šest sérií bylo natočeno v letech 1988–1993, každá po šesti epizodách. Po přestávce vznikly v letech 1997–1999 další dvě série, z nichž každá měla osm dílů, čímž se celkový počet vyšplhal na 52 epizod (vysíláno na BBC). Následovala dlouhá pauza, Červený trpaslík byl obnoven v roce 2009, kdy byla odvysílána třídílná minisérie „Zpátky na Zemi“ (9. řada). Zároveň se seriál přesunul na stanici Dave. Díky diváckému úspěchu mohla být později natočena i desátá řada (má 6 dílů), která měla premiéru roku 2012.
Na conu Dimension Jump pořádaném v květnu 2013 nemohl autor Doug Naylor potvrdit, zda vznikne 11. řada, avšak prohlásil, že by ji rád natáčel již v únoru 2014 a že se možná vrátí postava počítače Holly. Herec Craig Charles se v létě 2013 zmínil, že se na rok 2014 chystá natáčení nových dílů Červeného trpaslíka. Danny John-Jules později oznámil, že natáčení začne v říjnu 2014, přičemž odvysílání 11. řady bylo plánováno na podzim 2015. Televizní stanice Dave 2. května 2015 oficiálně oznámila začátek natáčení 11. a 12. série na podzim 2015, 11. řada byla odvysílána roku 2016 a v roce 2017 následovala 12. série.
Dne 18. října 2019 byl ohlášen speciální celovečerní díl, který měl premiéru na stanici Dave v dubnu 2020.

## Romány
Červený trpaslík vyšel také v románové verzi, která je v mnoha ohledech odlišná a televizního příběhu se drží jen rámcově. Romány napsali tvůrci seriálu Rob Grant a Doug Naylor.
- Červený trpaslík 1 – Nekonečno vítá ohleduplné řidiče (1989)
- Červený trpaslík 2 – Lepší než život (1991)
- Červený trpaslík 3 – Poslední člověk (1995)
- Červený trpaslík 4 – Pozpátku (1996)

V českém překladu Ladislava Šenkyříka byly romány vydány nakladatelstvím Argo. V roce 2020 vyšly v Česku všechny čtyři romány také v souborném vydání nazvaném Červený trpaslík – Omnibus.

## Trpaslicon
Čeští fanoušci seriálu Červený trpaslík pořádají pravidelně setkání pod názvem Trpaslicon. První setkání se uskutečnilo v roce 2003. Na Trpasliconu se promítají oblíbené díly seriálu, hrají společenské hry na motivy Červeného trpaslíka a vystupují zde pozvaní hosté (například dabéři seriálu). Zatím všechny Trpaslicony se uskutečnily v Praze.